# Мик, Патрик
Патрик Мик (англ. Patrick Meek; род. 10 ноября 1985, Эванстон, Иллинойс) — бывший американский конькобежец. Призёр чемпионата мира по конькобежному спорту в классическом многоборье среди юниоров, Североамериканском чемпионате по конькобежному спорту, национальном чемпионате по конькобежному спорту и прочих соревнований. Участник зимних Олимпийских игр 2014 года.

## Биография
Патрик Мик родился в городе Эванстон, штат Иллинойс, США. Его дед и отец были конькобежцами, и потому уже в двухлетнем возрасте Патрик впервые встал на коньки. Мик получил степень бакалавра политологии в Университете Юты. После этого поступил в магистратуру Колледжа Ашворт. Занимается активной деятельностью в организации - «Право на игру». Проживает в городе Парк-Сити, а тренируется на Олимпийском овале Юты. В 2006 году был приглашён в состав национальной сборной США.

### Спортивная карьера
Лучший свой результат на соревновании международного уровня под эгидой ИСУ Мик продемонстрировал во время чемпионата мира по конькобежному спорту в классическом многоборье среди юниоров 2005 года, проходившем в финском городе Сейняйоки. 18 февраля в командной гонке преследования среди мужчин, что проходила на ледовом катке «Jääurheilukeskus Seinäjoki», с результатом 4:07.91 американская команда (Пол Дурид, Патрик Мик и Майкл Блумель) финишировала третьей. Более высокие позиции достались соперникам из Канады (Франсуа-Оливье Роберж, Джастин Уорсилвикс, Денни Моррисон; 4:04.84 — 2-е место) и Нидерландов (Майкл Кате, Свен Крамер, Ваутер Олде Хёвел; 4:03.65 — 1-е место).
На зимних Олимпийских играх 2014 года Патрик Мик был заявлен для участия в забеге на 5000 и 10 000 м. 8 февраля 2014 года на ледовом катке Адлер-Арена в забеге на 5000 м он финишировал с результатом 6:32.94 (+22.18). В итоговом зачёте Патрик занял 20-е место. 18 февраля 2014 года на ледовом катке Адлер-Арена в забеге на 10 000 м он финишировал с результатом 13:28.72 (+44.27). В итоговом зачёте Мик занял 11-е место.